# تحصیل پتوکی
تحصیل پتوکی (به انگلیسی: Pattoki Tehsil) یک تحصیل در پاکستان است که در پنجاب واقع شده‌است.